# Steve Porcaro

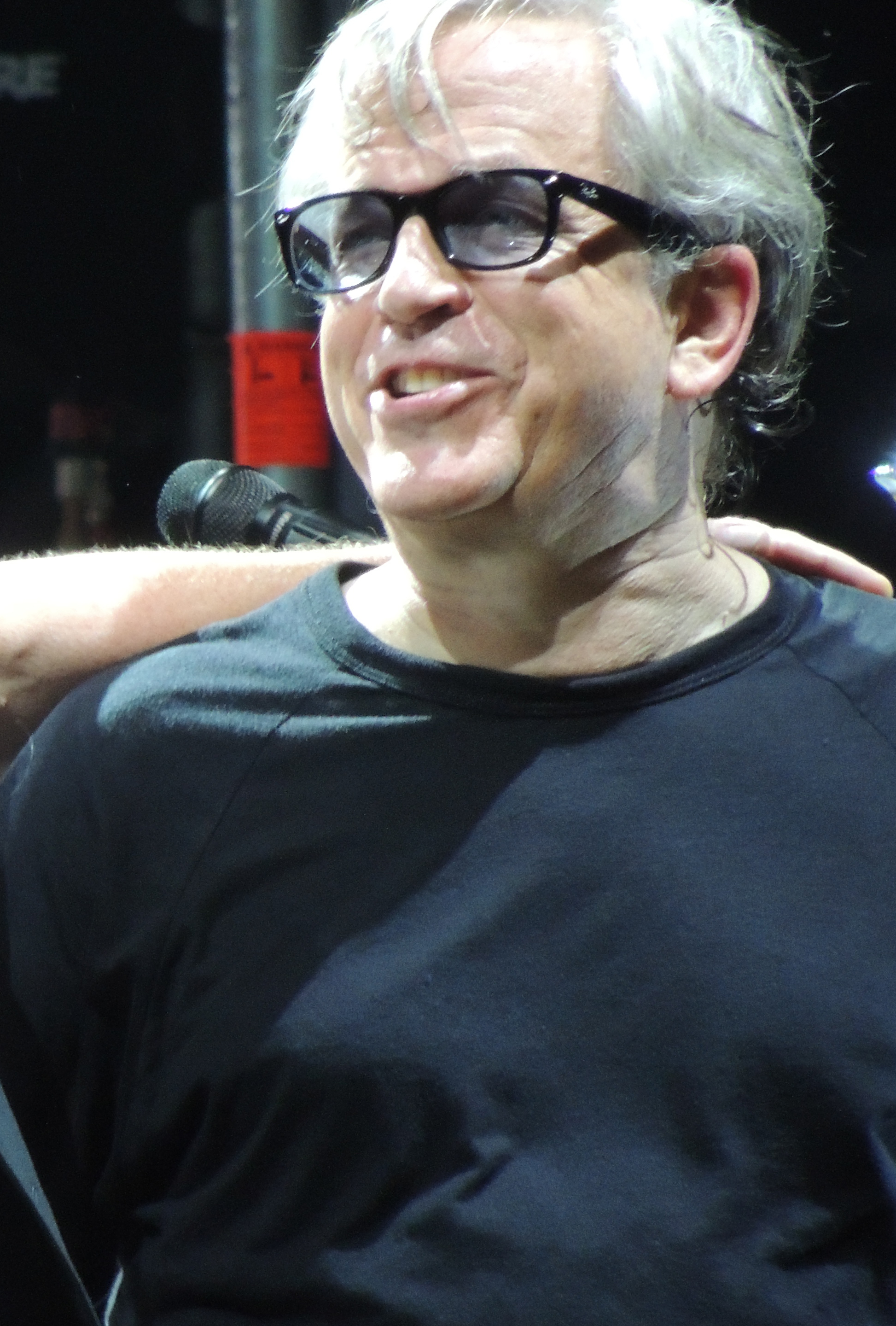
Steve Porcaro, 2013

Steven Maxwell „Steve“ Porcaro (* 2. September 1957 in Hartford, Connecticut) ist ein US-amerikanischer Keyboarder, Songschreiber und Filmkomponist. Er ist Gründungsmitglied der kalifornischen Rockband Toto.

## Biografie

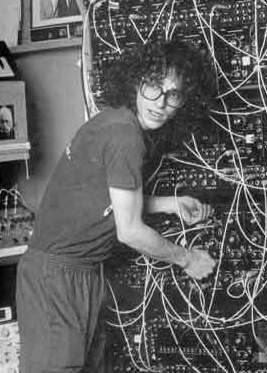
Steve Porcaro, 1982

### Privatleben
Er ist der Sohn von Joe Porcaro und der jüngere Bruder von Jeff Porcaro und Mike Porcaro und begann bereits im Alter von fünf Jahren Keyboard zu spielen. Porcaro hatte ab 1981 eine längere Beziehung mit der Schauspielerin Rosanna Arquette. Seit 1998 ist er mit Pam Porcaro verheiratet. Er hat zwei Töchter, von denen eine ebenfalls Musikerin ist, sowie einen Sohn.

### Karriere
1983 erhielt er mit  Toto mehrere Grammys. 1988 verließ er die Gruppe, wirkte jedoch auch bei den nachfolgenden Studioalben der Band mit. So war er ein Visionär elektronisch erzeugter Musik, die Anfang der 80er Jahre noch in den Kinderschuhen steckte. Er war der experimentierfreudigste Musiker in der Band, hatte jedoch hinsichtlich des Gebrauchs von neuartigen Synthesizern und elektronischen Spielereien innerhalb der mehr auf Rock ausgerichteten Band nur in Keyboarder David Paich einen Fürsprecher. Er gilt als einer der Pioniere im populären Gebrauch des Synthesizer Yamaha CS-80, den er in den meisten Songs in den Anfangsjahren von Toto und auch bei dem von ihm für Michael Jackson komponierten Hit Human Nature einsetzte.
In den folgenden Jahren widmete er sich mehr eigenen Projekten, vor allem der Filmmusik, wirkte aber als Sounddesigner und Keyboarder auf allen nachfolgenden Alben von Toto mit. So war er auch auf dem im Februar 2006 erschienenen Album Falling in Between an zahlreichen Songs beteiligt. 
Er übernahm bei seinen Eigenkompositionen Takin’ it back, It’s a Feeling, The Little Things und Bend die Leadstimme, weil diese Lieder seiner Meinung nach nicht zu den Stimmen seiner Bandkollegen mit Ausnahme von Joseph Williams passten. Seit der Reunion 2010 war Porcaro wieder mit Toto auf Tournee, um seinen Bruder Mike zu unterstützen, der an ALS erkrankt war und am 15. März 2015 starb.
Porcaro wurde zu einem der gefragtesten Keyboarder in Los Angeles und war als Sessionmusiker und Songwriter tätig. Dabei arbeitete er neben Michael Jackson auch mit Elton John, Rod Stewart und Yes zusammen. Zudem schrieb er zu zahlreichen Filmen die Filmmusik, darunter Hope (1997), Hals über Kopf (2001), My First Mister (2001), Ohne jeden Ausweg (Emmett’s Mark, 2002) und Nora Roberts – Der weite Himmel (2007). Porcaro wurde zweimal vom Keyboard Magazine als Session Player of the Year (Session-Musiker des Jahres) ausgezeichnet.
2019 verließ Steve Porcaro Toto erneut. Als Begründung hierfür gab er an, dass er sich in den nächsten Jahren vermehrt um seine Studioarbeit kümmern wolle und nicht mehr auf Tour gehen wolle.

## Filmografie (Auswahl)
- 1999: A Murder of Crows – Diabolische Versuchung (A Murder of Crows)